# جینو بکی
جینو بکی (انگلیسی: Gino Bechi; ۱۶ اکتبر ۱۹۱۳ – ۲ فوریهٔ ۱۹۹۳) خواننده اپرا و بازیگر اهل ایتالیا بود.
از فیلم‌هایی که وی در آن نقش داشته‌است، می‌توان به آیدا، بانوی کوچک و لا تراویاتا اشاره کرد.